# 赫尔辛基冰球馆

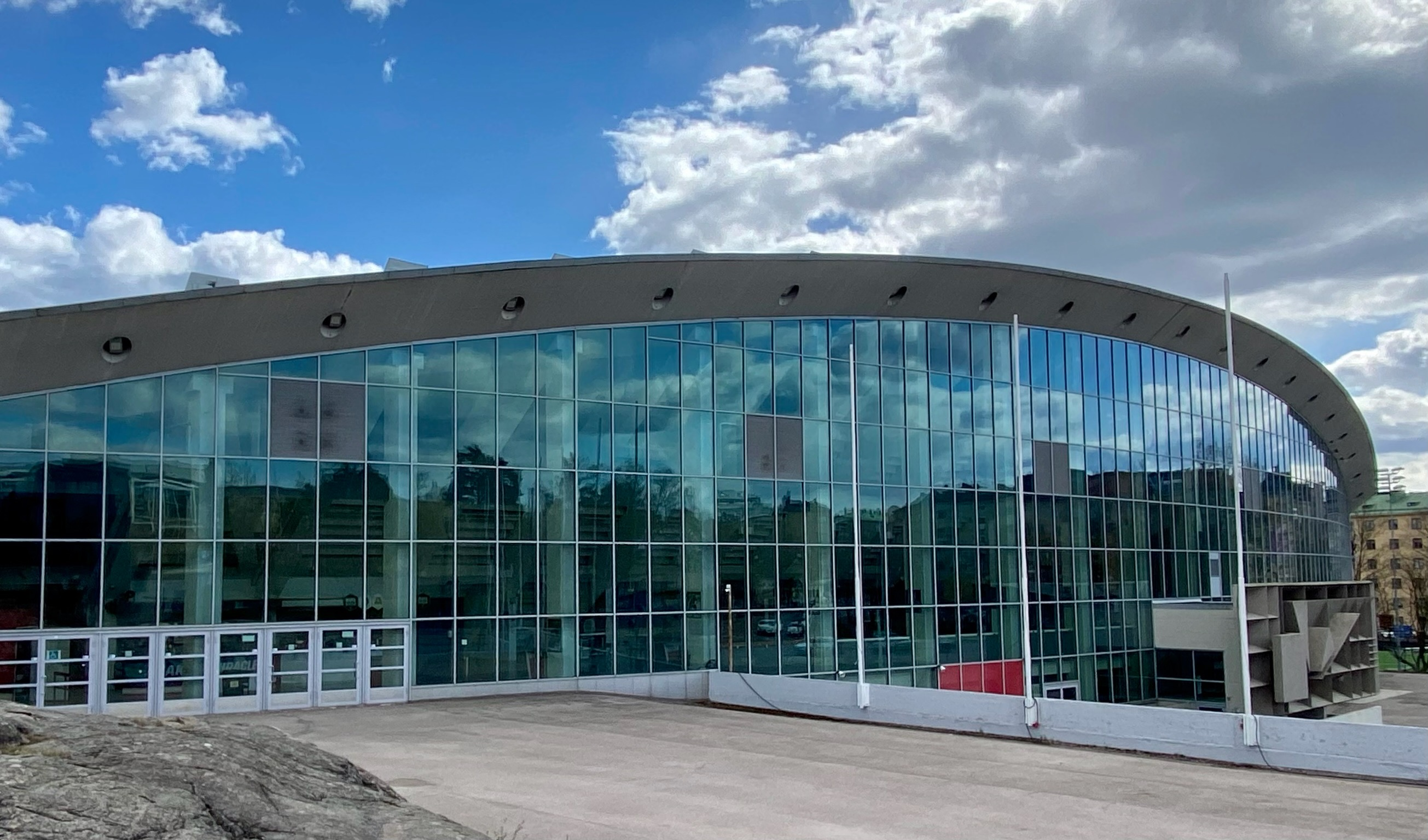
2022年5月时的赫尔辛基冰球馆

赫尔辛基冰球馆（芬蘭語：Helsingin jäähalli）是位于芬兰赫尔辛基的室内竞技场，观众席上有8200个座位。

## 历史
自1966年建成后，赫尔辛基冰球馆一直是芬兰冰球联赛中赫尔辛基体育会冰球队的主场。自1967年起也是赫爾辛基小丑冰球队的主场，直至1997年该队迁至新建成的哈特瓦爾體育館。
赫尔辛基冰球馆曾是芬兰举办大多数重大体育比赛及室内演唱音乐会的场所。随着其它场馆的建成，很多大型活动转移至这些新场馆举行。尽管如此，赫尔辛基冰球馆还是经常举办各种音乐会、大型会议、展览及体育活动。2016年世界青年冰球錦標賽中的部分比赛安排在这里。